# مهيرة عبد العزيز
مهيرة عبد العزيز  (6 نوفمبر 1989 -)، ممثلة وإعلامية إماراتية، عام 2020 أثبتت موهبتها في التمثيل من خلال دورها في مسلسل المنصة على نتفليكس بشخصية شيخة في أجزائه الثلاثة،كما وقامت في السنة نفسها بدور البطولة في أول مسلسل عربي عن السيرة الهلالية بدور "خضرة الشريفة".في عام 2024 شاركت ببطولة مسلسل من خلال شخصية «المحامية إيلاف» في مسلسل خريف القلب. و هو عمل سعودي مقتبس من الدراما التركية العشق والدموع وتم عرضه على شاشة ام بي سي ومنصة شاهد، ومكون من ٩٠ حلقة.

## حياتها
ولدت في دبي، الإمارات العربية المتحدة. لأب إماراتي وأم مصرية.
تزوجت من رجل الأعمال اللبناني خالد عز الدين. واستمر زواجهما فترة حتى أعلنا انفصالهما في يناير 2025. خلال فترة زواجهما، رزقا بابنتهما الوحيدة "يسمة".

## مسيرتها

### في الهندسة
في الهندسة
دخلت الجامعة عن عمر ١٤ سنة بمنحة دراسية بسبب تفوقها، وحصلت على ماجستير في الهندسة المعمارية من كندا،حاز مشروع تخرجها على الميدالية الذهبية للتميز من المعهد الملكي للهندسة المعمارية في كندا ونشرت في مجلة كانيديان أركيتيكت.

### في الإعلام
بدأت عملها في الإعلام كمذيعة اقتصاد في قناة قناة CNBC عربية.ثم التحقت بالعمل في قناة العربية كمعدة ومقدمة برنامج متخصص عن العقار اسمه «في الموقع» إضافة لعملها كمذيعة برامج في قسم الاقتصاد وقامت بتغطية العديد من المنتديات العالمية من أبرزها المنتدى الاقتصادي العالمي في دافوس والبحر الميت وإجتماعات منظمة أوبك في فيينا وأجرت العديد من المقابلات مع عدد من الشخصيات مثل محمد العبار، الشيخ أحمد بن سعيد، الشيخ محمد بن راشد، الشيخ حمد بن جاسم، الأمير سعود الفيصل وملكة السويد في عام 2012 بدأت بتقديم برنامج صباح العربية. وفي عام 2017 إنضمت لتقديم برنامج كلام نواعم. في عام 2018 تم أختيارها من قبل مؤسسة محمد بن راشد لإستضافة الحدث السنوي لصناع الأمل والذي قدمته لمدة ٣ مواسم . في عام 2020 بدأت بتقديم برنامج غداً أجمل. في عام ٢٠١٩ قدمت برنامج رامز في الشلال والذي تم تصويره في بالي - أندونيسيا مع رامز جلال وحققت نجاحًا بهذه المشاركة. في عام 2020 بدأت بتقديم برنامجها الحراري الخاص( غداً أجمل ) على شاشة الـ أم بي سي حيث استضافت ألمع نجوم الفن مثل يسرا وقصي خولي وعمرو يوسف. وفي 2021 تم اختيارها كأول مذيعة عربية على تيك توك لتقديم برنامج «تعلم على تيك توك». وفي العام نفسه قدمت برنامج "أمير الشعراء" في موسمه التاسع على قناة أبو ظبي.

### في التمثيل
بدأت مسيرتها التمثيلية بعدة أدوار ومسلسلات حيث مثلت دور المذيعة في مسلسل سيلفي في جزئيه الأول والثالث. وفي عام 2019 مثلت دور نورا في مسلسل الديفا الذي عرض على شاهد وفي 2020 مثلت دور شيخة في مسلسل المنصة على نتفليكس.
عام 2021 شاركت في بطولة فيلم الكمين من أضخم الانتاجات الإماراتية بإدارة المخرج العالمي بيير موريل. ويحكي قصة تعرض مركبة تابعة للقوات الإماراتية لكمين نصبه مقاتلون معادون.
عام 2022 شاركت مهيرة عبد العزيز في مسرحية "كازانوفا" من بطولة حسن الرداد وعمرو يوسف في موسم الرياض بالسعودية.
في 2023 تم اختيارها لتكون ضمن لجنة تحكيم جوائز إيمي العالمية.
عام 2025 شاركت مهيرة في دبي بلينغ على نتفليكس وحققت انتشارا واسعا، خصوصا بعدما أعلنت طلاقها في العمل بطريقة عاطفية حازت على ملايين المشاهدات، وفي السنة عينها شاركت مهيرة بشخصية "المحامية ايلاف" في بطولة مسلسل خريف القلب على شاشة ام بي سي وشاهد، والذي شكل علامة فارقة في حياتها المهنية، وهو عمل سعودي مقتبس من المسلسل التركي عشق ودموع ومكون من 90 حلقة.

## البرامج
- في الموقع.
- صباح العربية
- كلام نواعم
- رامز في الشلال
- غدا اجمل
- امير الشعراء

## المسلسلات
- سيلفي 3 ضيفة شرف
- المنصّة
- خريف القلب

## وصلات خارجية
- مهيرة عبد العزيز على موقع IMDb (الإنجليزية)
- مهيرة عبد العزيز على موقع قاعدة بيانات الأفلام العربية